# Atletica leggera ai XX Giochi dei piccoli stati d'Europa
Le competizioni di atletica leggera ai XX Giochi dei piccoli stati d'Europa si sono svolte il 27, il 29 e il 31 maggio 2025 presso lo Stadio comunale di Andorra la Vella di Andorra la Vella.

## Calendario
| ● | Competizioni | ● | Finali |

| Maggio |    |    |    |    |
| 27     | 28 | 29 | 30 | 31 |
| 12     |    | 9  |    | 15 |

## Risultati

### Uomini
| Specialità                | Oro                                                                                     | Prestazione | Argento                                                            | Prestazione | Bronzo                                                                                             | Prestazione |
| 100 m vento: m/s          | Francesco Sansovini                                                                     | 10"56       | Kolbeinn Höður Gunnarsson                                          | 10"61       | Beppe Grillo                                                                                       | 10"62       |
| 200 m vento: m/s          | Beppe Grillo                                                                            | 21"21       | Kristofer Þorgrimsson                                              | 21"42       | Kolbeinn Höður Gunnarsson                                                                          | 21"63       |
| 400 m                     | Téo Andant                                                                              | 45"91       | Matthew Galea Soler                                                | 47"02       | Paisios Dimitriadis                                                                                | 47"05       |
| 800 m                     | Pol Moya                                                                                | 1'47"85     | Jared Micallef                                                     | 1'48"21     | Mathis Espagnet                                                                                    | 1'50"58     |
| 1500 m                    | Pol Moya                                                                                | 3'47"23     | Jared Micallef                                                     | 3'56"24     | Dadi Arnasson                                                                                      | 4'07"03     |
| 5000 m                    | Nahuel Carabaña                                                                         | 14'42"41    | Amine Khadiri                                                      | 14'46"30    | Carles Gómez Lozano                                                                                | 14'46"68    |
| 10000 m                   | Nahuel Carabaña                                                                         | 30'48"39    | Amine Khadiri                                                      | 31'06"47    | Luke Micallef Perconte                                                                             | 31'26"75    |
| 110 m ostacoli vento: m/s | Konstantinos Tziakouris                                                                 | 14"35       | Þorleifur Einar Leifsson                                           | 14"74       | Matija Vojvodic                                                                                    | 14"90       |
| 400 m ostacoli            | Ívar Kristinn Jasonarson                                                                | 51"74       | Eloi Vilella Escolano                                              | 52"32       | David Friedrich                                                                                    | 52"95       |
| 3000 m siepi              | Nahuel Carabaña                                                                         | 9'09"50     | Gil Weicherding                                                    | 9'13"15     | Charel Weicherding                                                                                 | 9'19"82     |
| Salto in lungo            | Þorleifur Einar Leifsson                                                                | 7,26 m      | Grigoris Nikolaou                                                  | 7,18 m      | Ian Paul Grech                                                                                     | 6,79 m      |
| Salto triplo              | Grigoris Nikolaou                                                                       | 15,11 m     | Louis Muller                                                       | 15,09 m     | Guðjón Dunbar D. Þorsteinsson                                                                      | 14,66 m     |
| Salto in alto             | Charel Gaspar                                                                           | 2,08 m      | Joel Riesen                                                        | 2,08 m      | Loizos Chrysostomou                                                                                | 2,06 m      |
| Salto con l'asta          | Jean Woloch                                                                             | 5,20 m      | Andreas Kazamias                                                   | 4,90 m      | Miquel Vilchez Vendrell                                                                            | 4,50 m      |
| Lancio del giavellotto    | Amir Papazi                                                                             | 69,08 m     | Örn Davíðsson                                                      | 68,08 m     | Matthias Verling                                                                                   | 66,86 m     |
| Staffetta 4×100 m         | San Marino Francesco Molinari Giammarco Gulini Alessandro Gasperoni Francesco Sansovini | 40"99       | Malta Kurt Zahra Beppe Grillo Luke Bezzina Matthew Galea Soler     | 41"13       | Islanda Kolbeinn Höður Gunnarsson Þorleifur Einar Leifsson Sæmundur Ólafsson Kristofer Þorgrimsson | 41"17       |
| Staffetta 4×400 m         | Lussemburgo Glenn Lassine Enguerran Bossicard David Friedrich Mathis Espagnet           | 3'13"70     | Malta Nick Bonett Isaac Bonnici Jared Micallef Matthew Galea Soler | 3'13"71     | Cipro Markos Antoniades Antonis Diamantakis Pavlos Nikolaou Paisios Dimitriadis                    | 3'14"63     |

### Donne
| Specialità                | Oro                                                                          | Prestazione | Argento                                                                        | Prestazione | Bronzo                                                                                         | Prestazione |
| 100 m vento: m/s          | Olivia Fotopoulou                                                            | 11"61       | Alessandra Gasparelli                                                          | 11"73       | Thea Parnis                                                                                    | 11"83       |
| 200 m vento: m/s          | Olivia Fotopoulou                                                            | 23"37       | Alessandra Gasparelli                                                          | 24"22       | Eir Chang Hlésdóttir                                                                           | 24"31       |
| 400 m                     | Kalliopi Kountouri                                                           | 52"67       | Thekla Alexandrou                                                              | 54"33       | Guðbjörg Bjarnadóttir                                                                          | 54"99       |
| 800 m                     | Gina McNamara                                                                | 2'10"01     | Stavrini Filippou                                                              | 2'10"85     | Janet Richard                                                                                  | 2'11"85     |
| 1500 m                    | Vera Bertemes-Hoffmann                                                       | 4'22"62     | Gina McNamara                                                                  | 4'29"52     | Mireya Bugeja                                                                                  | 4'33"30     |
| 5000 m                    | Jessica Martin                                                               | 16'42"94    | Gina McNamara                                                                  | 17'07"30    | Alicia Sophie Hy Finnis                                                                        | 17'13"94    |
| 10000 m                   | Jessica Martin                                                               | 35'08"01    | Jemima Farley                                                                  | 35'51"69    | Alicia Sophie Hy Finnis                                                                        | 36'22"71    |
| 100 m ostacoli vento: m/s | Victoria Rausch                                                              | 13"48       | Dafni Georgiou                                                                 | 13"68       | Stavriana Adamou                                                                               | 14"20       |
| 400 m ostacoli            | Kalypso Stavrou                                                              | 58"62       | Duna Viñals Calixto                                                            | 59"62       | Uyana Granger                                                                                  | 59"78       |
| 3000 m siepi              | Chrystalla Chadjipolydorou                                                   | 11'17"04    | Liz Weiler                                                                     | 11'22"62    | Jeanne Cros                                                                                    | 11'37"92    |
| Salto in lungo            | Birna Kristín Kristjánsdóttir                                                | 6,36 m      | Ísold Sævarsdóttir                                                             | 5,95 m      | Christel Saneh                                                                                 | 5,74 m      |
| Salto triplo              | Melody Koffi                                                                 | 12,49 m     | Rebecca Saré                                                                   | 12,38 m     | Anna Lensment                                                                                  | 11,77 m     |
| Salto in alto             | Marija Vuković                                                               | 1,85 m      | Birta María Haraldsdóttir                                                      | 1,81 m      | Despoina Charalambous                                                                          | 1,77 m      |
| Salto con l'asta          | Antreana Panteli                                                             | 3,80 m      | Karen Sif Ársælsdóttir                                                         | 3,70 m      | Stefania Codruta Serban                                                                        | 3,70 m      |
| Getto del peso            | Erna Sóley Gunnarsdóttir                                                     | 16,52 m     | Paraskevoulla Thrasyvoulou                                                     | 15,27 m     | Vesna Kljajevic                                                                                | 14,15 m     |
| Lancio del giavellotto    | Marija Bogavac                                                               | 51,24 m     | Noémie Pleimling                                                               | 50,73 m     | Irene Theodorou                                                                                | 50,34 m     |
| Staffetta 4×100 m         | Cipro Dafni Georgiou Thekla Alexandrou Mariliza Pittaka Olivia Fotopoulou    | 45"82       | Malta Claire Azzopardi Janet Richard Thea Parnis Alessia Cristina              | 46"07       | Lussemburgo Victoria Rausch Anais Bauer Sandrine Rossi Camille Gaeng                           | 46"20       |
| Staffetta 4×400 m         | Cipro Thekla Alexandrou Stavrini Filippou Kalypso Stavrou Kalliopi Kountouri | 3'38"46     | Andorra Fiorella Chiappe Aroa Carballo Alba Viñals Calixto Duna Viñals Calixto | 3'40"58     | Islanda Eir Chang Hlésdóttir Ingibjörg Sigurðardóttir Ísold Sævarsdóttir Guðbjörg Bjarnadóttir | 3'40"75     |

### Misti
| Specialità        | Oro                                                                              | Prestazione | Argento                                                         | Prestazione | Bronzo                                                                                | Prestazione |
| Staffetta 4×400 m | Cipro Markos Antoniades Thekla Alexandrou Paisios Dimitriadis Kalliopi Koundouri | 3'27"02     | Malta Isaac Bonnici Martha Spiteri Jared Micallef Janet Richard | 3'27"76     | Andorra Pau Blasi Batllori Fiorella Chiappe Eloi Vilella Escolano Duna Viñals Calixto | 3'29"19     |

## Medagliere
| Pos.   | Paese | Oro | Argento | Bronzo | Totale |
| ------ | ----- | --- | ------- | ------ | ------ |
| 1      |       |     |         |        |        |
| 2      |       |     |         |        |        |
| 3      |       |     |         |        |        |
| 4      |       |     |         |        |        |
| 5      |       |     |         |        |        |
| 6      |       |     |         |        |        |
| 7      |       |     |         |        |        |
| 8      |       |     |         |        |        |
| 9      |       |     |         |        |        |
| Totale |       |     |         |        |        |